# قطعنامه ۷۱۳ شورای امنیت
قطعنامه ۷۱۳ شورای امنیت سازمان ملل متحد که در تاریخ ۲۵ سپتامبر ۱۹۹۱ تصویب شد، سندی بین‌المللی دربارهٔ جمهوری فدرال سوسیالیستی یوگسلاوی است. این قطعنامه طی نشست ۳۰۰۹ام با ۱۵ رای موافق، ۰ مخالف و ۰ ممتنع تصویب شد.